# Лимерик
Лимерик (енгл. Limerick, ир. Luimneach) је трећи по величини и значају град у Републици Ирској и други је по важности град у оквиру ирске покрајине Манстер. Лимерик је истовремено и самостални градски округ у оквиру државе, будући да има звање велеграда.

## Географија
Град Лимерик се налази у западном делу ирског острва и Републике Ирске и припада покрајини Манстер. Град је удаљен 195 километара западно од Даблина.
Рељеф: Лимерик је смештен у равничарском подручју, у крајњем делу истоименог Лимеричког залива, на месту ушћа реке Шенон у море. Надморска висина средишњег дела града је око 10 m.
Клима: Клима у Лимерику је умерено континентална са изразитим утицајем Атлантика и Голфске струје. Стога град одликује блага и веома променљива клима. Годишња количина падавина је око 930 мм/м².
Воде: Лимерик се налази у залеђу Лимеричког залива, дела Атлантског океана и једног од најбољих природни лука на острву. Град се образовао на естуарском ушћу реке Шенон у залив, на месту где она прави неколико речних острва, која су „срце“ града.

## Историја
Подручје Лимерика било насељено већ у време праисторије. Прво насеље забележено је у време викиншких освајања, 812. г. Дато насеље је освојено од стране енглеских Нормана у 12. веку и одмах је постало значајно, па се брзо изграђује.
Током 16. и 17. века Лимерик је учествовао у бурним временима око борби за власт над Енглеском, што је оштетило градску привреду. Међутим, прави суноврат привреде града десио се средином 19. века у време ирске глади.
Лимерик је од 1921. г. у саставу Републике Ирске. Опоравак града започео је тек последњих деценија, када је Лимерик поново забележио нагли развој и раст.

## Становништво
| Година       |
| Становништво |
| ------------ |

Према последњим проценама из 2011. г. Лимерик је имао око 55 хиљада становника у граду и око 90 хиљада у широј градској зони., што је за чак 3 пута више него пре једног века. Последњих година број становника у граду се нагло повећава.

## Привреда
Лимерик је био традиционално индустријско, лучко и трговачко средиште. Најважнија индустрија некад је била пиварска, а данас је индустрија електротехнике и рачунара.
Последњих деценија градска привреда се махом заснива на пословању, трговини и услугама. Такође, последњих година туризам постаје све важнија делатност у граду.

## Спорт
- ФК Лимерик

## Партнерски градови
- Кемпер
- Клопенбург
- Спокен
- Њу Брансвик

## Галерија
- Саборна црква града Лимерика
- Универзитет у Лимерику
- Средишњи трг у Лимерику
- Тврђава краља Џона
- Приобаље реке Шенон у Лимерику